# Pleiocarpidia pilosa
Pleiocarpidia pilosa là một loài thực vật có hoa trong họ Thiến thảo. Loài này được (Ridl.) Bremek. miêu tả khoa học đầu tiên năm 1940.